# ليوناردو فيورافانتي (مهندس)
ليوناردو فيورافانتي (بالإيطالية: Leonardo Fioravanti)‏، من مواليد 1938، وهو مهندس ومصمم السيارات الرياضية، اشتهر بتصميمه بعض السيارات التي أنتجتها شركة فيراري الإيطالية ، مثل سيارة فيراري 365 و308 جي تي بي و288 جي تي أوه والسيارة الأسطورية إف 40.

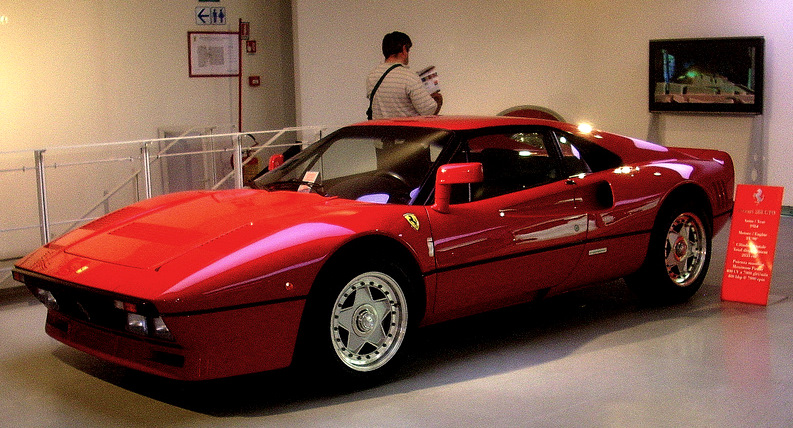
سيارة فيراري 288 جي تي أو.

## وصلة خارجية
- Fioravanti Srl